# Sven Hermelin (1856–1923)
Sven David Alfred Hermelin, född den 8 februari 1856 i Fors socken, Södermanlands län, död den 23 mars 1923 i Stockholm, var en svensk friherre, militär och idrottsorganisatör.

## Biografi
Hermelin blev officer 1876. Han började sin bana som underlöjtnant vid Södermanlands regemente och övergick följande år som sådan till Livregementets dragonkår,där han blev löjtnant 1886. Hermelin var kompaniofficer vid Krigsskolan 1890–1896 och ordonnansofficer hos kronprinsen 1893–1896. Han befordrades till ryttmästare vid Livregementets dragoner 1896, till major vid Skånska husarregementet 1904, till överstelöjtnant vid sistnämnda regemente 1907 och till överste i armén 1911. Han invaldes i Krigsvetenskapsakademien 1906. Hermelin blev riddare av Svärdsorden 1897, av Vasaorden 1901 och av Nordstjärneorden 1907 samt kommendör av andra klassen av Vasaorden 1912 och kommendör av första klassen av samma orden 1920.
Hermelin ägnade sig först åt hästsporten och anordnade på 1890-talet de populära kapplöpningstävlingarna. Han var senare verksam inom allmänna idrotten, gymnastiken och skididrotten, särskilt på det ekonomiska området. Han var bland annat stadionchef före och under Olympiska spelen 1912, ledamot av Riksidrottsförbundets överstyrelse 1916–1923, ordförande i Svenska Skidförbundet 1915–1922, organisatör och ledare vid nordiska, svenska och olympiska spel samt representerade Sverige vid talrika kongresser, indrotts- och sportutställningar.
Sven Hermelins far friherre David Hermelin var underlöjtnant vid Livbeväringsregementet och ägare av Åsby i Fors socken, Södermanland. Åsby hade tidigare tillhört faderns svåger. Modern Emma var dotter till den ofrälse översten Adolph Blûm men hennes mor Charlotta var född grevinna i ätten Mörner af Morlanda. Sven Hermelin gifte sig 1896 i Stockholm med Anna Ohlsson, dotter till fanjunkaren Carl Oscar Ohlsson och Johanna Sofia Magnusson. De blev föräldrar till överste David Hermelin och till kommendör Sven Hermelin.